# John Frusciante
John Anthony Frusciante (Nova Iorque, 5 de março de 1970) é um guitarrista, cantor, compositor, pintor e produtor musical norte-americano. John é guitarrista da banda Red Hot Chili Peppers, com quem gravou 7 álbuns. Frusciante juntou-se aos Red Hot Chili Peppers aos 18 anos, entrando pela primeira vez no álbum Mother's Milk de 1989. O seguinte álbum, Blood Sugar Sex Magik foi um completo sucesso. John, então, deixou a banda por um longo período, retornando em 1998, para a gravação do álbum Californication. Em 15 de dezembro de 2009, o músico anunciou, mais uma vez, a sua saída do grupo. Em 15 de dezembro de 2019 a banda anunciou a volta do guitarrista para a banda.
O seu trabalho é reconhecido pela revista americana Rolling Stone, que lhe concedeu o 18º lugar dos melhores guitarristas da história em 2003, o 40º lugar entre os "50 Melhores Guitarristas da História" segundo o site da fabricante de guitarras Gibson e também foi reconhecido como "O Melhor Guitarrista dos Últimos 30 Anos" (1980-2010) numa votação dos ouvintes, no site, da rádio britânica BBC. John Frusciante também mantem uma carreira solo, tendo lançado quinze álbuns sob o seu próprio nome. Além disso realizou duas colaborações com Josh Klinghoffer e Joe Lally, sob o nome de Ataxia. Os seus álbuns solo incorporam uma variedade de elementos desde o rock experimental, música ambiente até ao New Wave e música eletrônica. Retirando influência de guitarristas de vários gêneros, Frusciante enfatiza a melodia e a emoção quando toca guitarra favorecendo guitarras antigas e técnicas analógicas de gravação. Ele improvisava notas em seus shows pelo Red Hot Chili Peppers, dando tons diferentes aos solos. Em 14 de abril de 2012 foi induzido ao Rock and Roll Hall of Fame como membro do Red Hot Chili Peppers.

## Biografia

### Início
John Frusciante nasceu em 5 de Março de 1970 em Queens, Nova Iorque, mas mudou-se para Los Angeles com doze anos. O pai de John, também chamado John, era um pianista que deixou a música para se tornar advogado e posteriormente juiz. Sua mãe, Gabi, era cantora gospel (cuja participação podemos ouvir no coro de "Under the Bridge") tendo deixado a sua carreira para se tornar dona de casa. A família voltou-se a mudar mais tarde, primeiro para Tucson, Arizona e posteriormente para a Flórida. John só voltaria para a California, após o divórcio dos seus pais, tendo ido viver com a mãe em Santa Monica. Possui ascendência italiana.
Aos sete anos, John começou a aprender guitarra e aos nove já sabia tocar todas as músicas de Jimi Hendrix, fazendo com que fizesse algumas gravações aos catorze anos. Além de Hendrix, tinha influências musicais de Jimmy Page, David Gilmour, Jeff Beck, Frank Zappa, entre outros. Com dezesseis anos, John muda-se para Los Angeles onde pretende seguir carreira de músico. Era hábito praticar quinze horas diárias.

### Red Hot Chili Peppers (1988–1992)
John Frusciante viu os Red Hot Chili Peppers pela primeira vez ainda adolescente, tornando-se imediatamente um fã fervoroso. Começou a ver em Hillel Slovak, o guitarrista original da banda , um ídolo, tendo aprendido como tocar guitarra e baixo em todas as músicas dos três primeiros álbuns. Slovak morreu de overdose em 1988 e o baterista Jack Irons deixou a banda devido a problemas relacionados em lidar com a morte de Hillel. O baixista Flea e vocalista Anthony Kiedis decidiram manter-se juntos e continuar com o projeto.
John tinha-se tornado amigo de D. H. Peligro (baterista dos Dead Kennedys) e de Leo do M.Y. Dirt Balls em 1988, e era comum praticarem em conjunto. Um dia, Peligro convida Flea para ir tocar com eles e a química entre os dois futuros companheiros surgiu de forma imediata. Flea ficou impressionado com o talento de John e uma vez que a banda estava a procura de um novo guitarrista, chamou Anthony para ver John tocar. A decisão foi unânime: John era o novo guitarrista dos Peppers. John estava quase a assinar contrato com os Thelonious Monster, com quem tinha estado a tocar nas última duas semanas, mas acabou por ser contratado logo por Flea e Anthony. Chad Smith, baterista, se juntaria à banda pouco antes de começarem a trabalhar no álbum seguinte.
Ainda antes de se juntar à banda, John inscreveu-se para fazer uma audição para integrar a banda de Frank Zappa e não se sabe ao certo por que razão ele não chegou a fazê-la, mas é provável que tenha sido porque Zappa fizera uma proibição aos músicos que o acompanhavam de consumir drogas ilegais. John assume mais tarde, em entrevista, que tinha decidido ser uma estrela do rock, que queria experimentar drogas e conhecer garotas. "Eu vi que queria ser uma estrela do rock, usar drogas e conseguir garotas, e eu não estaria apto a fazer isto se estivesse na banda do Zappa."
Em 1989, grava junto com os Red Hot Chili Peppers o álbum Mother's Milk produzido por Michael Beinhorn. O álbum manteve o estilo funk dos anteriores e o estilo de tocar de John era altamente influenciado por Hillel. Mother's Milk, trouxe à banda, porém, o primeiro êxito mainstream com o cover de "Higher Ground", do músico Stevie Wonder.
No ano de 1991 grava o álbum Blood Sugar Sex Magik, produzido por Rick Rubin. As gravações deram-se numa suposta mansão assombrada em Beverly Hills, cheia de história uma vez que já tinha sido habitada por Houdini; era o local onde os Beatles experimentaram LSD pela primeira vez e onde Jimi Hendrix havia dado loucas festas. Durante as gravações foi gravado um documentário, intitulado "Funky Monks", que partilha toda a experiência de criação de Blood Sugar Sex Magik. O álbum foi um enorme sucesso, sendo considerado pela crítica uma obra-prima (é o 72º colocado na lista dos 100 maiores álbuns de todos os tempos pela Q Magazine, e o 310º lugar na Lista dos 500 Melhores álbuns da história). Faziam parte deste álbum sucessos como "Give It Away", a balada "Under The Bridge", e outras.
Ao finalizar as gravações do Blood Sugar Sex Magik, John começa a usar drogas inconsequentemente, e apresenta sinais de que começava a sofrer de depressão. Apresentou sérias dificuldades em lidar com a fama que o sucesso esmagador do álbum trouxe a banda, começando a sabotar as performances dos Chilis, tocando as músicas de forma diferente e imprevisível para os outros membros (ficou célebre uma interpretação de "Under the Bridge" no programa Saturday Night Live, onde tocou e cantou de forma descontrolada perante a surpresa do resto da banda). Levou também a sua namorada Toni, em digressão, quebrando assim uma antiga regra imposta pelos quatro: nada de mulheres ou namoradas nas digressões. Isso causaria muitos problemas de relacionamento com o resto da banda, e em especial com Anthony Kiedis, com quem passa a ter um relacionamento muito instável. Em Maio de 1992 decide subitamente deixar os Red Hot Chili Peppers, antes de um concerto na Austrália. Quando lhe perguntaram que desculpa dariam ao público e aos jornalistas John diz : "Digam a eles que enlouqueci". Arik Marshall substituiu John por alguns meses e Dave Navarro entrou na banda.

### Vício em drogas (1992–1998)
Desde 1992, antes mesmo de sua saída da banda, John inicia uma carreira a solo, compondo e gravando músicas arbitrariamente, como um Free-lancer. No ano de 1994 é lançado o álbum Niandra Lades and Usually Just a T-Shirt, com canções gravadas, compostas e executadas em todos os outros dois anos anteriores, um álbum de padrões "lo-fi" (baixa qualidade de gravação), onde percebe-se que as músicas foram gravadas sem preocupações de estética musical, nem clareza de timbres e menos proporções de segmentos melódicos tradicionais.
Em 1993, no famoso bar de Hollywood, The Viper Room (em parte propriedade de Johnny Depp na época), John esteve com o mais querido e promissor ator de Hollywood do momento: River Phoenix, que morreu de uma overdose na mesma noite (31 de outubro de 1993, Halloween). Após a morte de River Phoenix, o baixista Flea, que era um dos melhores amigos de River, entrou em depressão por causa de sua morte.
Em 1997 John, já afundado pela depressão, pelas drogas que acabaram por lhe trazer inúmeras sequelas físicas, pela quantidade de tempo improdutivo financeiramente (o qual passou estudando pintura e autores consagrados, como Da Vinci), e pela quantidade de tempo que passou sem praticar seu instrumento, lança outro álbum, Smile from the Streets you Hold, que foi concebido, inicialmente com a única intenção de ganhar dinheiro para poder usar drogas, como foi afirmado por ele mesmo. Álbum este que é controverso por todo os seus seguidores, e nos dias de hoje um de seus favoritos. Na época em que esteve fora da banda, John diz ter passado por inúmeras experiências sobrenaturais.

### Reabilitação e retorno ao Red Hot Chili Peppers (1997–2009)
Após ter saído de clínicas de reabilitação, por várias vezes, com várias recaídas, John decide se internar em um hospital o qual passa internado por mais de um mês, uma vez que estava fraco, debilitado, com várias deformações corporais, e com a perda dos dentes, extraídos para evitar uma infecção letal em John. Em 1998, John inicia por um processo de reformulação física e mental, onde passa por diversas cirurgias plásticas de reconstrução de seu rosto, livra-se da dependência das drogas (que por mais um ano no máximo teriam o matado, segundo ele) e Anthony, que após saber por Flea do estado do amigo, resolve lhe comprar uma guitarra (Frusciante havia vendido todas que tinha para usar drogas, durante algum tempo John disse que sua casa havia pegado fogo e as guitarras haviam sido consumidas, mas em uma entrevista em 2002 ele abriu o jogo e disse em reportagem para uma edição da revista Spin daquele ano, que o tal incêndio nunca aconteceu) e intervir, insistindo para que ele voltasse a tocar com a banda, uma vez que o RHCP nunca mais conseguiu atingir o mesmo status que tinha até antes dele sair. John aceita a proposta, e aos poucos vai reaprendendo como tocar guitarra, sua inclusão nos ensaios da banda vão acontecendo de maneira bem progressiva e ao mesmo tempo bem prodigiosa. Quem acompanhou a sua volta considerou-a milagrosa, segundo Flea.
Em 1999, lança-se o álbum "Californication" que marca a volta de Frusciante para o Red Hot Chili Peppers. O álbum abre mão da virtuosidade técnica característica da banda, para apoiar-se no "feeling" incrivelmente inesgotável e renovador de cada um de seus integrantes. O álbum foi um sucesso esmagador de vendas, fama e execução, atingindo as massas em escala mundial. Durante os anos seguintes John faz turnês com a banda e então concentra-se em álbuns solo (ver discografia solo, abaixo). Em 2002 é lançado o álbum "By The Way", bem aclamado pela critica, e nem tão bem visto pelos apreciadores em geral, por ter uma estética sonora totalmente glamourosa e altamente produzida, se distanciando ao ponto máximo do som "freaky" característico da banda no início de carreira, com os hits "Dosed", "The Zephyr Song", "Can't Stop", "Venice Queen", "Throw Away Your Television", entre outros.
Em 2004 mantém em hiato sua banda paralela de nome Ataxia juntamente  com Joe Lally (membro da banda Fugazi) e Josh Klinghoffer (grande amigo de Frusciante, ex-membro do The Bicycle Thief e do Red Hot Chili Peppers). Após o primeiro disco, chamado "Automatic Writing", no mês de maio de 2007 lançam o esperado "Automatic Writing II".
Em 2006 o álbum "Stadium Arcadium" é lançado, sendo o 9° álbum de estúdio dos Chili Peppers. Seus principais hits são "Dani California","Desecration Smile", "Snow ((Hey Oh))", "Tell Me Baby", "She´s only 18", "Readymade", "Turn it again", entre outros.

### Saída do Red Hot Chili Peppers, TheEmpyrean eHall da Fama do Rock (2009–2012)
Em 2009, aproveitando o período de férias do Red Hot Chili Peppers, o guitarrista John Frusciante preparou o lançamento de um novo álbum solo. O trabalho foi batizado como "The Empyrean" e o lançamento ocorreu em 20 de janeiro de 2009, pelo selo norte-americano Record Collection. As músicas foram gravadas entre dezembro de 2006 e março de 2008. O disco tem dois convidados especiais bem conhecidos do público. Um deles é o ex-guitarrista da banda inglesa Smiths, Johnny Marr. O outro convidado é o baixista Flea, parceiro de Frusciante no RHCP. "The Empyrean" é o décimo álbum solo do guitarrista e o sétimo desde que ele voltou ao Red Hot Chili Peppers em 1998.Um dos maiores sucessos do The Empyrean, é a música Unreachable. Ela foi colocada pelo próprio John em seu Myspace antes mesmo do lançamento do CD. Flea e outros guitarristas participaram também do álbum. Particularmente, John diz que The Empyrean foi realmente um trabalho excelente. Ele já disse que gosta de todas as músicas, sem exceção, e que gosta de ouvir o CD várias vezes por dia, por trazer-lhe uma energia psicodélica muito grande.
No dia 15 de novembro, num domingo, John Frusciante anuncia que sairia do Red Hot Chili Peppers por motivos ainda desconhecidos. No dia 17 de Dezembro, John diz que, mentalmente, já tinha saído há muito tempo. "Ele quer é trabalhar nas suas coisas, nos seus álbuns. Toda aquela maquinaria de uma grande banda de rock já não lhe diz nada", diz uma fonte anônima. O substituto de John no RHCP foi Josh Klinghoffer, que foi guitarrista de apoio dos Peppers em 2007, e também tocou com nomes como PJ Harvey, Beck e Gnarls Barkley, além de ter participado de vários álbuns da carreira solo de Frusciante.
Em dezembro o Red Hot Chili Peppers foi nomeado ao Rock And Roll Hall Of Fame para ser induzido em abril, porém Frusciante recusou ir à cerimônia.
Frusciante foi citado por Flea como "uma grande parte de nossa banda", também dizendo que John é um compositor e músico incrível.

### Black Knights, Kimono Kult e Enclosure (2013–2019)
No começo de 2013, Frusciante produziu o álbum "Medieval Chamber" do grupo de hip hop Black Knights. John Frusciante colaborou com as instrumentais do álbum, além de alguns poucos vocais. Ainda em 2013, mais um álbum em colaboração de John com os Black Knights será lançado, "The Almighty".
Em 2014, John formou o projeto Kimono Kult, com Omar Rodríguez-López e Teri Gender Bender, Nicole Turley (sua ex-esposa), Dante White e Laena Geronimo, o EP de estreia do grupo, Hiding in the Light, foi lançado no dia 6 de março.
Em abril de 2014 John lançou seu novo álbum solo: Enclosure. Sobre o álbum, John disse: “Enclosure está completo. É um álbum que representa a realização dos objetivos musicais que eu estava buscando nos últimos 5 anos. Foi gravado simultaneamente com Black Knights Medieval Chamber, e mesmo sendo diferentes, eles representam um processo criativo- investigativo. O que eu aprendi com um, refletiu diretamente no outro.  Enclosure é no momento a minha palavra final na declaração musical que começou com PBX”.

### Frusciante e Flea (2018-2019)
John e Flea foram vistos assistindo juntos uma luta de boxe no Staples Center, em Los Angeles. Em 2020, Josh Klinghoffer diz que havia passado pela cabeça dele a possibilidade de John voltar, mas havia descartado isso.

### Volta ao Red Hot Chili Peppers (2019–Presente)
Em 15 de dezembro de 2019, por meio de seu perfil no Instagram, o Red Hot Chili Peppers anunciou a saída do guitarrista Josh Klinghoffer e o retorno de John Frusciante pela terceira vez à banda com a seguinte mensagem: "Josh é um lindo músico que nós respeitamos e amamos. Estamos profundamente gratos por nosso tempo com ele, e pelos incontáveis presentes que ele compartilhou conosco. Também anunciamos, com grande entusiasmo e corações completos, que John Frusciante está retornando ao grupo. Obrigado.".
Em Janeiro de 2020 Chad Smith confirmou que a banda está trabalhando em um novo álbum com John Frusciante, o primeiro desde "Stadium Arcadium" (2006).
No dia 8 de Fevereiro de 2020, Frusciante fez seu primeiro show desde sua volta com os Chili Peppers, em Private Venue, Beverly Hills, na Califórnia. Foi um evento em homenagem à Andy Gill. O setlist consistiu em "Give It Away", "I Wanna Be Your Dog" e "Not Great Men"
Na mesma apresentação, John Frusciante tocou "Mountain Song" ao lado de Dave Navarro, junto com o Jane's Addiction. John tinha uma certa rixa com Dave, e nunca havia tocado nenhuma música do disco "One Hot Minute" (1995), o disco que o Red Hot Chili Peppers gravou com Dave Navarro.
Em abril de 2022 o Red Hot Chili Peppers lança seu primeiro álbum após o retorno de Frusciante, "Unlimited Love", o décimo segundo da banda. No mês de outubro do mesmo ano o grupo lança o sucessor "Return of the Dream Canteen".

## Influências
A influência mais pronunciada na guitarra de John Frusciante é a de Jimi Hendrix. Também é inspirado por artistas do glam rock como David Bowie e T. Rex, mas também de Captain Beefheart, Frank Zappa, The Residents, The Velvet Underground e Kraftwerk. Outra grande influência de Frusciante é John McGeoch em seus álbuns gravados com Siouxsie and the Banshees e Magazine:" John McGeoch é um guitarrista tão grande, eu aspiro ser como ele. Ele tem uma nova ideia brilhante para cada música. Eu costumo tocar ouvindo o que ele faz em álbuns de Magazine e Siouxsie and the Banshees como Juju ".
Nos álbuns Californication e By the Way, o guitarrista cria novas texturas inspiradas em guitarristas pós-punk como The Smiths, The Cure e Fugazi.
Em seu trabalho recente, o artista cita a música eletrônica como sua principal influência, incluindo os grupos Aphex Twin, Depeche Mode, New Order e The Human League.

## Colaborações
John Frusciante tem colaborado com dezenas de artistas musicais ao longo da sua carreira, dos quais se destacam Johnny Cash, Macy Gray, Moby, The Mars Volta, David Bowie, Omar Rodríguez-López e Duran Duran.

## Discografia

### Carreira solo
- 1994 - Niandra Lades and Usually Just a T-Shirt
- 1997 - Smile From The Streets You Hold
- 2001 - To Record Only Water for Ten Days
- 2001 - Going Inside
- 2001 - From The Sounds Inside
- 2004 - Shadows Collide With People
- 2004 - The Will To Death
- 2004 - Inside Of Emptiness
- 2004 - A Sphere in the Heart of Silence
- 2005 - Curtains
- 2009 - The Empyrean
- 2012 - Letur Lefr
- 2012 - PBX Funicular Intaglio Zone
- 2013 - Outsides
- 2014 - Enclosure
- 2015 - Trickfinger
- 2015 - Renoise Tracks
- 2016 - Foregrow
- 2017 - Trickfinger II
- 2020 - Maya

### Como guitarrista do Red Hot Chili Peppers
- 1989 - Mother's Milk
- 1991 - Blood Sugar Sex Magik
- 1999 - Californication
- 2002 - By The Way
- 2003 - Greatest Hits
- 2004 - Live in Hyde Park
- 2006 - Stadium Arcadium
- 2022 - Unlimited Love
- 2022 - Return of the Dream Canteen

### Como guitarrista do Ataxia
- 2004 - Automatic Writing
- 2007 - AW II

Como produtor musical
- 2013 - "Medieval Chamber" by Black Knights
- 2015 - "The Almighty" by Black Knights
- 2017 - "Excalibur" by Black Knights

## Equipamentos

### Guitarras
- Fender Stratocaster 1962 Sunburst (prenda de Anthony Kiedis)
- Fender Stratocaster 1955 Sunburst *
- Fender Stratocaster 1962 Red Fiesta **
- Fender Stratocaster 1961 Olympic White **
- Fender Stratocaster 1963 Olympic White
- Guitarra Stratocaster Fender 64 Stratocaster Anniversary Closet Classic*
- Fender Telecaster 1960 Sunburst
- Fender Telecaster 1965 Sunburst (doada a Josh Klinghoffer quando este o substituiu nos Red Hot Chili Peppers)
- Fender Jaguar Blue
- Fender Jaguar 1966 Olympic White
- Fender Jaguar 1962 Red Fiesta
- Fender Mustang 1966 Red Fiesta
- Fender Duo Sonic 1965 Olympic White
- Gibson Les Paul Custom 1969
- Gibson SG Custom 1961
- Gibson ES-175 1950 Sunburst
- Gretsch White Falcon 1958
- Yamaha SG 1980

* Equipado com captadores Seymour Duncan SSL-1; ** Possívelmente equipado com captadores Seymour Duncan SSL-1.

### Amplificadores
- Marshall Silver Jubilee 25/55 100W
- Marshall Major 200 W
- Marshall Cabs 1960A & B
- Marshall JTM-45
- Marshall SuperBass 100 W
- Fender Silverface Dual Showman
- Fender Blackface Showman
- Fender Twin Reverb
- VOX AC30

### Pedais
- Boss CE-1 Chorus Ensemble
- Boss DS-1 Distortion
- Boss DS-2 Turbo Distortion
- Boss DM-2 Delay
- Boss FV-50 Volume
- Line 6 DL4 Delay Modeler
- Line 6 FM4 Filter Modeler
- MXR Phase 90 Phaser
- MXR Micro Amp
- Ibanez WH-10 Wah
- CP-251 Control Processors
- Mosrite Fuzzrite
- POG Polyphonic Octave Generator
- Fender fOXX Fuzz Wah Volume
- DOD 680 Analog Delay
- DIGITECH PDS-1002 Digital Delay
- DIGITECH Whammy
- DB-02 Dime Custom CryBaby
- Db Jackson Brenam
- Guyatone VT-X Tube Vintage Tremolo
- Moog Expression
- Moogerfooger MF-101 Low-Pass Filter
- Moogerfooger MF-105 MuRF
- Moogerfooger MF-105B Bass MuRF
- Moogerfooger MF-102 Ring Modulator
- Moogerfooger MF-103 12-Stage Phaser
- Electro-Harmonix Big Muff Pi (Russo e Americano)
- Electro-Harmonix English Muffin'
- Electro-Harmonix Metal Muff
- Electro-Harmonix Holy Grail Reverb
- Electro-Harmonix Eletric Mistress Flanger

### Palhetas
- Dunlop TORTEX, 0,60 mm, de cor laranja.

### Cordas
- D`Addario EXL110 Regular Light 10-46 em suas stratocasters e na sua telecaster mas ele muda a última 0.46 por uma 0.52 e a primeira 0.10 por uma 0.11
- D`Addario EJ16 Light 12-53 em seus violões
- D`Addario EXP16 Light 12-53 em sua White Falcon